# Astathes batoeensis
Astathes batoeensis är en skalbaggsart som beskrevs av Stefan von Breuning 1956. Astathes batoeensis ingår i släktet Astathes och familjen långhorningar. Inga underarter finns listade.